# Camiguin de Babuyanes
Der Camiguin de Babuyanes ist ein aktiver Schichtvulkan auf der Insel Camiguin Island auf den Philippinen. Die Insel Camiguin ist Teil des Babuyan-Archipels in der Provinz Cagayan nördlich von Luzon. Der Camiguin de Babuyanes liegt im Südwesten der 22 Kilometer langen Insel. Er ist bewaldet und erreicht eine Höhe von 712 m über dem Meeresspiegel, bei einem Basisdurchmesser von etwa 3,2 Kilometern.
Bei der letzten Eruption um das Jahr 1857 kam es zu einer phreatischen Explosion. Fumarolen befinden sich im Südwesten, Westen und Osten des Vulkans. Eine kochend heiße Quelle liegt westlich des Vulkans nahe der Küste. Überprüfungen des Philippine Institute of Volcanology and Seismology in den Jahren 1991 und 1993 ergaben keine Hinweise auf eine verstärkte vulkanische Tätigkeit.